# ام‌جی و دوستان
ام‌جی و دوستان (به انگلیسی: MJ & Friends) کنسرت‌هایی بودند که در سال ۱۹۹۹ توسط مایکل جکسون، هنرمند آمریکایی برگزار شد و تعداد زیادی از نوازندگان نیز در آن حضور داشتند. هدف از این تور جمع‌آوری بودجه برای کودکان در کوزوو، آفریقا و جاهای دیگر بود. جکسون در طول این تور دو کنسرت برگزار کرد. اولین مورد در ۲۵ ژوئن (دقیقاً ده سال پیش از مرگ وی) در سئول کره جنوبی و دیگری در مونیخ، آلمان برگزار شد.

## حادثه پل در مونیخ
در کنسرت مونیخ، هنگام اجرای آواز زمین، بخش میانی این پل پس از صعود به هوا فرو ریخت. جکسون در چاله ای که مکانیسم در آن قرار داشت، بالا رفت و ترانه را بدون از دست دادن ضرب آهنگ ادامه داد. به گفته اسلش گیتاریست مقدم و در مرحله اصلی که در صحنه بود: او همچنین بدون از دست دادن ضرب و شتم، ضمن اینکه خط بالایی را برای ایمنی داشت، اجرای خود را ادامه داد. جکسون کنسرت را تمام کرد، اما پس از آن به بیمارستان رجز در ایزر منتقل شد. وی دچار پیچ خوردگی پا شد. هیچ‌یک از طرفداران، خدمه یا مجریان پشتیبان آسیب ندیدند. به گفته کارگردان نمایش‌ها کنی اورتگا، دلیل این حادثه سقوط مکانیک جرثقیل بود.

## کنسرت هزاره
در تاریخ ۳۱ دسامبر سال ۱۹۹۹ قرار بود جکسون در ورزشگاه الوها در هاوایی و در استادیوم استرالیا در سیدنی به اجرا بپردازد. این طرح‌ها بعداً لغو شد.

## لیست مجموعه مایکل جکسون
1. Medley:[۴]
  1. «تا به اندازه کافی گیرت نیومده بس نکن»
  2. «حسی که به من می‌دهی»
  3. «جیغ/کودکی» (حاوی گزیده‌های «جم»)
  4. «سیاه یا سفید» (حاوی گزیده‌هایی از «بزن به چاک» و «تریلر»)
  5. «بیلی جین»
2. «خطرناک» (حاوی گزیده‌هایی از «مجرم زیرک»)
3. «آواز زمین»
4. «تو تنها نیستی»
5. «دنیا را التیام بده» (قطع ابزار)

- جکسون در طول این دو کنسرت به همکاری طولانی مدت با اسلش پیوست.
- طبق گزارش‌ها، او در زندگی‌ام نیست برای کنسرت سئول همراه ماریا کری برنامه‌ریزی شده بود، اما به دلیل دیر رسیدن او لغو شد.

## تاریخ‌های تور
| تاریخ          | شهر      | کشور                | محل                    |
| -------------- | -------- | ------------------- | ---------------------- |
| ۲۵ ژوئن ۱۹۹۹   | سئول     | کره جنوبی           | ورزشگاه المپیک سئول    |
| ۲۷ ژوئن ۱۹۹۹   | مونیخ    | آلمان               | ورزشگاه المپیک مونیخ   |
| ۳۱ دسامبر ۱۹۹۹ | هونولولو | ایالات متحده آمریکا | ورزشگاه آلوها (لغو)    |
| ۳۱ دسامبر ۱۹۹۹ | سیدنی    | استرالیا            | ورزشگاه استرالیا (لغو) |